# Illaena nigrina
Illaena nigrina är en skalbaggsart som först beskrevs av Francis Polkinghorne Pascoe 1866.  Illaena nigrina ingår i släktet Illaena och familjen långhorningar. Inga underarter finns listade i Catalogue of Life.